# Fantastic Voyage
Fantastic Voyage is een Amerikaanse sciencefictionfilm uit 1966, onder regie van Richard Fleischer.

## Verhaal
De film speelt zich af tijdens de Koude Oorlog. Zowel de Verenigde Staten als de Sovjet-Unie hebben een technologie ontwikkeld waarmee voorwerpen gedurende een beperkte tijd kleiner kunnen worden gemaakt. Het gekrompen object keert na enige tijd terug naar zijn oorspronkelijke grootte.
Jan Benes is een Oost-Europese onderzoeker die erin is geslaagd een methode te ontwikkelen die voorkomt dat het object zijn oorspronkelijke grootte terugkrijgt. Met hulp van de CIA weet hij naar het Westen te ontsnappen. Maar nadat hij slachtoffer wordt van poging tot moord belandt hij in een coma, met een bloedstolsel in zijn hoofd. Vijf mensen worden geselecteerd om te worden geminiaturiseerd en in zijn lichaam te worden geïnjecteerd om zijn leven te redden.
De bemanning heeft één uur de tijd om zijn leven te redden. Na dat uur worden ze steeds groter en lopen ze het risico aangevallen te worden door het immuunsysteem van de wetenschapper. Ze reizen via het hart, de longen en de oren tot ze uiteindelijk de hersenen bereiken. Tijdens de reis wordt duidelijk dat er een verrader aan boord is, die er alles aan zal doen om de missie te laten mislukken.

## Rolverdeling
- Stephen Boyd - Grant
- Raquel Welch - Cora Peterson
- Edmond O'Brien - General Carter
- Donald Pleasence - Dr. Michaels
- Arthur O'Connell - Col. Donald Reid
- William Redfield - Capt. Bill Owens
- Arthur Kennedy - Dr. Duval
- Jean Del Val - Jan Benes
- Berry Coe - Communications Aide
- James Brolin - Technician